# Kneset
Kneset (hebr. הכנסת, Ha-Keneset, dosł. Zgromadzenie) – parlament Izraela. Siedziba znajduje się w Jerozolimie. Jako władza ustawodawcza Kneset uchwala prawa, nadzoruje działalność rządu, ma władzę usunięcia prezydenta państwa, usunięcia premiera i jego rządu, poprzez przegłosowanie braku zaufania, oraz ogłoszenia wcześniejszych wyborów.
Parlament jest chroniony przez honorową Gwardię Knesetu.
Aktualnym spikerem parlamentu jest Miki Lewi.

## Charakterystyka

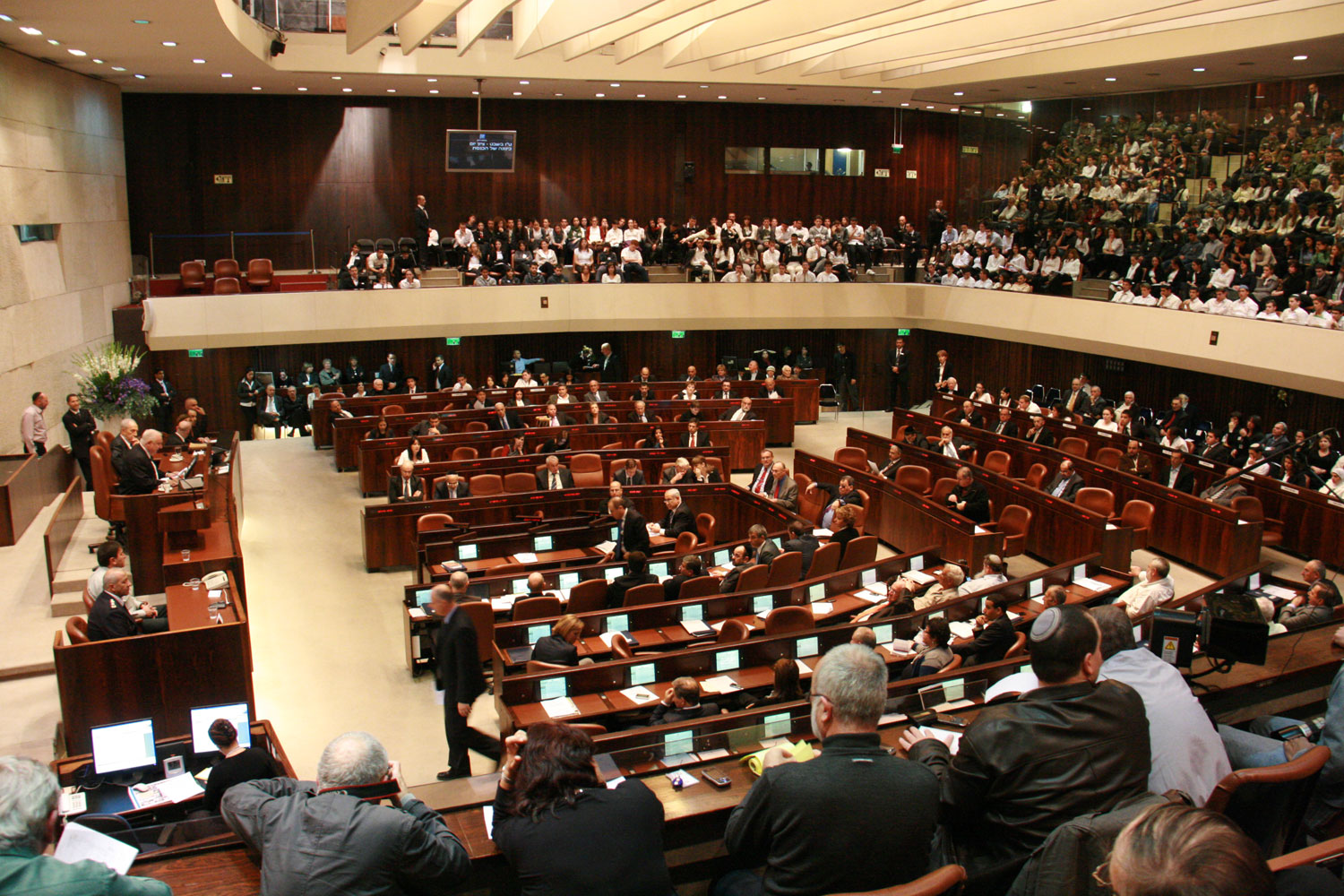
Obrady plenarne Knesetu

Schemat systemu politycznego Izraela

Parlament składa się z jednej izby, którą stanowi 120 deputowanych wybieranych na 4-letnią kadencję.
Parlament obraduje w sumie przez 8 miesięcy w roku – podczas sesji letniej i zimowej. 30 deputowanych lub rząd mogą zwołać parlament w nadzwyczajnych sprawach. Na sesjach odbywają się debaty generalne i głosowania dotyczące polityki i działalności rządu, a także projektów legislacyjnych. Aby ustawa została zatwierdzona, projekt musi przejść przez trzy czytania w parlamencie. Ostatecznie ustawę podpisuje prezydent, premier i odpowiedni minister. Ustawy publikowane są w izraelskim Dzienniku Ustaw – Reshemot. Debaty parlamentu odbywają się w języku hebrajskim i arabskim przy zastosowaniu tłumaczeń symultanicznych.
W Knesecie w zasadzie nie ma wymaganego kworum – parlament przyjmuje ustawy w składzie, jaki jest na sali. Decyzje podejmuje się poprzez głosowanie parlamentarną większością. Każda ustawa może być przyjęta poprzez zwykłą większość, nawet taka, która koliduje z Ustawą Zasadniczą Izraela. Każda przegłosowana ustawa musi być podpisana przez prezydenta, który nie ma prawa weta. Kneset jest upoważniony do usunięcia ze stanowiska prezydenta państwa, może również zdecydować o wcześniejszych wyborach.
Izba obraduje pod przewodnictwem wybranego na początku kadencji przewodniczącego. Ustala on porządek obrad i decyduje o kolejności głosowań nad poszczególnymi aktami. Reprezentuje także Kneset na zewnątrz, a w przypadku poważnej choroby lub śmierci prezydenta, zastępuje go do czasu wyzdrowienia lub wyboru nowej głowy państwa.
Deputowani w Izraelu posiadają szeroki immunitet poselski – chroniący ich przed aresztowaniem, przeszukiwaniem, ściganiem i gwarantującym swobodę poruszania się. W przypadku niewłaściwego zachowania się sprawą danego deputowanego zajmuje się parlamentarny komitet etyki.

## Wybory parlamentarne
Pomimo że kadencja Knesetu wynosi 4 lata, to bardzo rzadko parlament obraduje przez pełną kadencję.
Posłowie są wybierani według ordynacji proporcjonalnej, która przewiduje 3,25% próg wyborczy. Specyfiką Izraela jest to, że całe państwo tworzy jeden okręg wyborczy. Czynne prawo wyborcze przysługuje obywatelom, którzy ukończyli 18 lat, a bierne – 21 lat. Mandaty dodatkowe są przydzielane według metody D’Hondta.
Przed wyborami parlamentarnymi w Izraelu odbywają się wewnętrzne wybory w poszczególnych partiach politycznych i listach wyborczych, które pokazują, kto ewentualnie zajmie konkretne miejsca w parlamencie i rządzie po wyborach. W praktyce do rządu wchodzą osoby z pierwszych miejsc na liście zwycięskiej partii.
Nigdy w historii izraelskiego parlamentaryzmu nie zdarzyło się, żeby któraś z partii zdobyła bezwzględną większość. Wszystkie rządy musiały powstawać na zasadzie zawieranych koalicji, często z małymi ugrupowaniami politycznymi mającymi kilka mandatów. Zawarta w ten sposób koalicja musi dysponować przynajmniej 61 miejscami w Knesecie. Wymusza to na zwycięskiej partii zawieranie różnych sojuszy i prowadzenie polityki kompromisu. W ten sposób małe polityczne ugrupowania mogą wetować i dyktować warunki ważnych decyzji politycznych podejmowanych w państwie.
Taka sytuacja kilka razy umożliwiła prawicowym ekstremistycznym działaczom zablokowanie inicjatyw pokojowych. Nie dopuszczono także do rozdzielenia państwa od religii.
Partia, aby uzyskać choćby jedno miejsce w parlamencie, musi przekroczyć próg wyborczy 2%. Ten wymóg wprowadzono, aby zmniejszyć rozdrobnienie partyjne Knesetu. Jednak jest to najniższy próg wyborczy wśród demokratycznych państw, z których większość ustaliła próg 5%.
Prawo nie zezwala na rejestrację w Izraelu partii lub listy wyborczej, która miałaby w programie hasła antydemokratyczne albo rasistowskie.

## Historia
Początki izraelskiego parlamentaryzmu sięgają Zgromadzenia Reprezentantów, które zostało utworzone w 1920 w brytyjskim Mandacie Palestyny.
Pierwsze posiedzenie Knesetu odbyło się 14 lutego 1949 w budynku Agencji Żydowskiej w Jerozolimie. W pierwszym parlamencie znalazło się 3 członków arabskiej mniejszości narodowej mieszkającej w Izraelu.
W następnych parlamentach zawsze znajdowała się grupa deputowanych z arabskiej mniejszości. Ich stosunkowo niewielka liczba wynika z małej frekwencji izraelskich Arabów w wyborach. W 2001 premier Ariel Szaron nominował pierwszego arabskiego ministra – Saleha Tarifa.

### I Kneset (1949–1951)
| Data wyborów     | Charakterystyka kadencji | Premier            | Prezydent       |
| ---------------- | --- | ------------------ | --------------- |
| 25 stycznia 1949 | Potrzebą chwili było stworzenie systemu prawnego umożliwiającego funkcjonowanie wszystkich instytucji nowego państwa Izrael. Z tego powodu pierwszy Kneset zajmował się głównie uchwaleniem podstawowych ustaw państwowych. | - Dawid Ben Gurion | - Chaim Weizman |

### II Kneset (1951–1955)
| Data wyborów  | Charakterystyka kadencji | Premierzy                          | Prezydenci                         |
| ------------- | --- | ---------------------------------- | ---------------------------------- |
| 30 lipca 1951 | Parlament wielokrotnie zajmował się problemem arabskich terrorystów, którzy przenikali przez granicę Izraela i atakowali ludność cywilną. Wiele emocji wzbudziło aresztowanie przez Egipt izraelskiego statku „Bat Galim” (28 września 1954), oraz odmowa Egiptu na przejazd izraelskich statków i ładunków przeznaczonych dla Izraela przez Kanał Sueski. Istotą izraelskiej demokracji jest związek pomiędzy państwem a religią. Bardzo często ten temat był omawiany podczas obrad drugiego Knesetu. | - Dawid Ben Gurion - Mosze Szarett | - Chaim Weizman - Jicchak Ben Cewi |

### III Kneset (1955–1959)
| Data wyborów  | Charakterystyka kadencji | Premier            | Prezydent          |
| ------------- | --- | ------------------ | ------------------ |
| 26 lipca 1955 | Okres kadencji trzeciego Knesetu został zakłócony Kampanią Sueską, która rozpoczęła się 29 października 1956. Bezpośrednią przyczyną rozpoczęcia tej wielkiej operacji wojskowej była egipska blokada morska portu Ejlat, zamknięcie Kanału Sueskiego dla izraelskich statków oraz nieustanne ataki arabskich fedajnów ze Strefy Gazy (okupowanej przez Egipt). Kampania Sueska została przeprowadzona w ścisłej współpracy z Francją i Wielką Brytanią. 29 października 1957 niezrównoważony emocjonalnie człowiek wrzucił na salę obrad parlamentu granat, którego wybuch zranił premiera Dawida Ben Guriona i kilku ministrów. | - Dawid Ben Gurion | - Jicchak Ben Cewi |

### IV Kneset (1959–1961)
| Data wyborów     | Charakterystyka kadencji | Premier            | Prezydent          |
| ---------------- | --- | ------------------ | ------------------ |
| 3 listopada 1959 | Najważniejszym wydarzeniem było pojmanie i sąd nad nazistowskim zbrodniarzem wojennym Adolfem Eichmanem. W Nowym Jorku odbyło się pierwsze spotkanie między premierem Dawidem Ben Gurionem i niemieckim kanclerzem Konradem Adenauerem. | - Dawid Ben Gurion | - Jicchak Ben Cewi |

### V Kneset (1961–1965)
| Data wyborów     | Charakterystyka kadencji | Premierzy                        | Prezydenci                         |
| ---------------- | --- | -------------------------------- | ---------------------------------- |
| 15 sierpnia 1961 | Piąty Kneset skoncentrował się nad nową polityką gospodarczą rządu. Podczas debat pojawiła się kwestia dyskryminacji na tle etnicznego pochodzenia. Wiele zamieszania wywołał koniec rozprawy Adolfa Eichmana, sprawa współpracy niemieckich naukowców z Egiptem oraz utworzenie stosunków dyplomatycznych z Zachodnimi Niemcami. | - Dawid Ben Gurion - Lewi Eszkol | - Jicchak Ben Cewi - Zalman Szazar |

### VI Kneset (1965–1969)
| Data wyborów     | Charakterystyka kadencji | Premierzy                  | Prezydent       |
| ---------------- | --- | -------------------------- | --------------- |
| 1 listopada 1965 | Najważniejszym wydarzeniem była wojna sześciodniowa. Po zakończeniu się walk, premier Lewi Eszkol ogłosił zjednoczenie Jerozolimy. Wojna sześciodniowa i jej rezultaty miały poważny wpływ na pozycję Izraela na arenie międzynarodowej. Wszystkie kraje bloku wschodniego, poza Rumunią, zerwały stosunki dyplomatyczne z Izraelem. Po powstaniu Organizacji Wyzwolenia Palestyny w jej nowej strukturze organizacyjnej, w 1968 rozpoczęła się fala terroru. | - Lewi Eszkol - Golda Meir | - Zalman Szazar |

### VII Kneset (1969–1973)
| Data wyborów         | Charakterystyka kadencji | Premier      | Prezydenci                     |
| -------------------- | --- | ------------ | ------------------------------ |
| 28 października 1969 | Najważniejszym wydarzeniem była wojna Jom Kipur, której wewnętrzne i międzynarodowe konsekwencje pojawiły się podczas ósmego Knesetu. W tym okresie rozpoczęła się fala żydowskiej imigracji ze Związku Radzieckiego i pojawił się duży problem mieszkaniowy. Kneset zajmował się również problemem braków na rynku wewnętrznym i po raz pierwszy zatwierdził minimum socjalne. Specjalna parlamentarna podkomisja zajmowała się problemem wzrostu wypadków samochodowych. | - Golda Meir | - Zalman Szazar - Efraim Kacir |

### VIII Kneset (1973–1977)
| Data wyborów    | Charakterystyka kadencji | Premierzy                   | Prezydent      |
| --------------- | --- | --------------------------- | -------------- |
| 31 grudnia 1973 | Podczas obrad ósmego Knesetu zaczęły ujawniać się poważne konsekwencje wewnętrzne wojny Jom Kipur. 1 kwietnia 1974 Komisja Agranata przedstawiła raport o przyczynach niepowodzeń podczas tej wojny. W 1974 podpisano z Syrią i Egiptem porozumienia o częściowym wycofaniu wojsk. Zgromadzenie Ogólne ONZ, przyrównało syjonizm do rasizmu. | - Golda Meir - Icchak Rabin | - Efraim Kacir |

### IX Kneset (1977–1981)
| Data wyborów | Charakterystyka kadencji | Premier          | Prezydenci                    |
| ------------ | --- | ---------------- | ----------------------------- |
| 17 maja 1977 | Był to pierwszy parlament, w którym lewicowe partie należące do Koalicji Pracy znalazły się w opozycji, a tworzony rząd był centro-prawicowy. Najważniejszym wydarzeniem była wizyta egipskiego prezydenta Anwara Sadata w Jerozolimie i jego przemówienie w Knesecie (20 listopada 1977). Niespełna półtora roku później nastąpiło podpisanie porozumienia pokojowego między Izraelem a Egiptem. Pod koniec kadencji Siły Powietrzne Izraela zaatakowały i zniszczyły reaktor atomowy w Iraku. | - Menachem Begin | - Efraim Kacir - Icchak Nawon |

### X Kneset (1981–1984)
| Data wyborów    | Charakterystyka kadencji | Premierzy                        | Prezydenci                    |
| --------------- | --- | -------------------------------- | ----------------------------- |
| 30 czerwca 1981 | Najważniejszym wydarzeniem była operacja „Pokój dla Galilei”, która rozpoczęła się w czerwcu 1982. Operacja początkowo cieszyła się szerokim poparciem w Izraelu, jednak z upływem czasu wzrastał w siłę obóz opozycji. Kontrowersje nasiliły się po masakrze palestyńskich uchodźców w obozach Sabra i Szatila, w pobliżu Bejrutu. W tym okresie Kneset podjął decyzję o objęciu Wzgórz Golan izraelskim prawem. W gospodarce Izrael przeżywał poważny kryzys finansowy, podczas którego upadło kilkanaście banków. | - Menachem Begin - Icchak Szamir | - Icchak Nawon - Chaim Herzog |

### XI Kneset (1984–1988)
| Data wyborów  | Charakterystyka kadencji | Premierzy                      | Prezydent      |
| ------------- | --- | ------------------------------ | -------------- |
| 23 lipca 1984 | W wyniku wyborów nastąpił w Izraelu polityczny pat. Nastąpiła równowaga sił pomiędzy prawicowo-religijnym blokiem a lewicowo-arabskim blokiem. Najważniejszym problemem, z którym borykał się Kneset był kryzys gospodarczy. Z wielu międzynarodowych wydarzeń warto wspomnieć o ugodzie londyńskiej zawartej między Szimonem Peresem a królem Husseinem. | - Szimon Peres - Icchak Szamir | - Chaim Herzog |

### XII Kneset (1988–1992)
| Data wyborów     | Charakterystyka kadencji | Premier         | Prezydent      |
| ---------------- | --- | --------------- | -------------- |
| 1 listopada 1988 | Najważniejszym wydarzeniem była wojna w Zatoce Perskiej, trwająca intifada oraz początek procesu pokojowego z Palestyńczykami. Z innych wydarzeń tego okresu można wymienić imigrację z ZSRR, a później z republik dawnego Związku Radzieckiego. W maju 1991 ewakuowano z Etiopii do Izraela 15 tysięcy etiopskich Żydów (operacja „Salomon”). | - Icchak Szamir | - Chaim Herzog |

### XIII Kneset (1992–1996)
| Data wyborów    | Charakterystyka kadencji | Premierzy                     | Prezydent                     |
| --------------- | --- | ----------------------------- | ----------------------------- |
| 23 czerwca 1992 | Najważniejszym wydarzeniem było podpisanie porozumienia z Palestyńczykami i traktatu pokojowego z Jordanią, a także zabójstwo premiera Icchaka Rabina. | - Icchak Rabin - Szimon Peres | - Chaim Herzog - Ezer Weizman |

### XIV Kneset (1996–1999)
| Data wyborów | Charakterystyka kadencji | Premier              | Prezydent      |
| ------------ | --- | -------------------- | -------------- |
| 29 maja 1996 | Czternasty Kneset był pierwszym wybranym równolegle z bezpośrednimi wyborami premiera. Liczne debaty dotyczyły tematu postępującego procesu pokojowego z Palestyńczykami. Kneset zajmował się również sprawami gospodarczymi. Po kłopotach związanych z uchwaleniem budżetu na 1999, 4 stycznia 1999 Kneset podjął decyzję o samorozwiązaniu się i ogłoszeniu wcześniejszych wyborów parlamentarnych. | - Binjamin Netanjahu | - Ezer Weizman |

### XV Kneset (1999–2003)
| Data wyborów | Charakterystyka kadencji | Premierzy                   | Prezydenci                   |
| ------------ | --- | --------------------------- | ---------------------------- |
| 17 maja 1999 | Jako wynik wyborów, w parlamencie pojawiły się dwie duże frakcje polityczne, co było korzystną zmianą po poprzednich, mocno rozdrobnionych Knesetach. Natychmiast po powstaniu rządu Ariela Szarona, Kneset przegłosował z inicjatywy rządu, unieważnienie bezpośredniego wyboru premiera. Początek kadencji charakteryzował się dużym optymizmem do dalszej kontynuacji procesu pokojowego. W rok po utworzeniu rządu Baraka izraelska armia wycofała się z południowego Libanu. We wrześniu 2000 wybuchło drugie palestyńskie powstanie intifada Al-Aksa, które zniweczyło jakiekolwiek nadzieje zbudowania trwałego pokoju w krótkim czasie. | - Ehud Barak - Ariel Szaron | - Ezer Weizman - Mosze Kacaw |

### XVI Kneset (2003–2006)
| Data wyborów     | Charakterystyka kadencji | Premierzy                    | Prezydent     |
| ---------------- | --- | ---------------------------- | ------------- |
| 28 stycznia 2003 | Najważniejszym wydarzeniem była operacja wycofania żydowskich osadników ze Strefy Gazy. W związku z tym, w parlamencie toczyły się burzliwe sesje. | - Ariel Szaron - Ehud Olmert | - Mosze Kacaw |

### XVII Kneset (2006–2009)
| Data wyborów  | Charakterystyka kadencji | Premier       | Prezydenci                   |
| ------------- | ------------------------ | ------------- | ---------------------------- |
| 28 marca 2006 |                          | - Ehud Olmert | - Mosze Kacaw - Szimon Peres |

## Siedziba Knesetu
Lokalizacja siedziby Knesetu zmieniła się kilkakrotnie zanim ostatecznie została przeniesiona na stałe do Jerozolimy:
- 14 lutego 1949 – pierwsze spotkanie konstytuanty w budynku Agencji Żydowskiej w Jerozolimie.
- od 8 marca 1949 do grudnia 1949 – posiedzenia odbywały się w Kinie Essem w Tel Awiwie.
- od 26 grudnia 1949 do marca 1950 – posiedzenia odbywały się w budynku Agencji Żydowskiej w Jerozolimie.
- od 13 marca 1950 – tymczasowa siedziba we „Froumine Building” przy King George Street w Jerozolimie.

W 1957 Lord James De Rothschild poinformował premiera Dawida Ben Guriona, że chce przekazać fundusze na budowę nowoczesnego budynku Knesetu. 14 października 1958 odbyła się uroczystość wmurowania kamienia węgielnego pod nowy gmach.
- 31 sierpnia 1966 Kneset przeprowadził się do swojej nowo wybudowanej stałej siedziby, przy Giwat Ram w Jerozolimie.